# Засыпка
Засыпка — река в России, находится в Калининградской области. Устье реки находится в 6 км по левому берегу реки Ульяновка. Длина реки составляет 15 км, площадь водосборного бассейна — 38,1 км².

## Данные водного реестра
По данным государственного водного реестра России относится к Балтийскому бассейновому округу, водохозяйственный участок реки — Преголя. Относится к речному бассейну реки Неман и рекам бассейна Балтийского моря (российская часть в Калининградской области).
Код объекта в государственном водном реестре — 01010000212104300009996.